# Tha Last Meal
Tha Last Meal – piąty studyjny album rapera Snoop Dogg. Płyta została wydana 19 grudnia 2000. Album zawiera single „Snoop Dogg (What’s My Name Pt. 2)” i „Wrong Idea (feat. Bad Azz)”. Album sprzedał się w 397.238 egzemplarzach w pierwszym tygodniu.

## Lista utworów
1. „Intro”
2. „Hennesey N Buddah (feat. Kokane)”
3. „Snoop Dogg (What’s My Name Pt. 2)”
4. „True Lies (feat. Kokane)”
5. „Wrong Idea (feat. Bad Azz, Kokane, Lil' ½ Dead)”
6. „Go Away (feat. Kokane)”
7. „Set It Off (feat. MC Ren, The Lady of Rage, Nate Dogg, Ice Cube)”
8. „Stacey Adams (feat. Kokane)”
9. „Lay Low (feat. Master P, Nate Dogg, Butch Cassidy, Tha Eastsidaz)”
10. „Bring It On (feat. Suga Free, Kokane)”
11. „Game Court” (Skit) (feat. Mac Minister)”
12. „Issues”
13. „Brake Fluid (Biiittch Pump Up Yo Brakes) (feat. Kokane)”
14. „Ready 2 Ryde (feat. Eve)”
15. „Loosen’ Control (feat. Butch Cassidy, Soopafly)”
16. „I Can’t Swim”
17. „Leave Me Alone”
18. „Back Up Off Me (feat. Master P, Mr. Magic)”
19. „Y’all Gone Miss Me (feat. Kokane)[8]